# Ksar Awriz

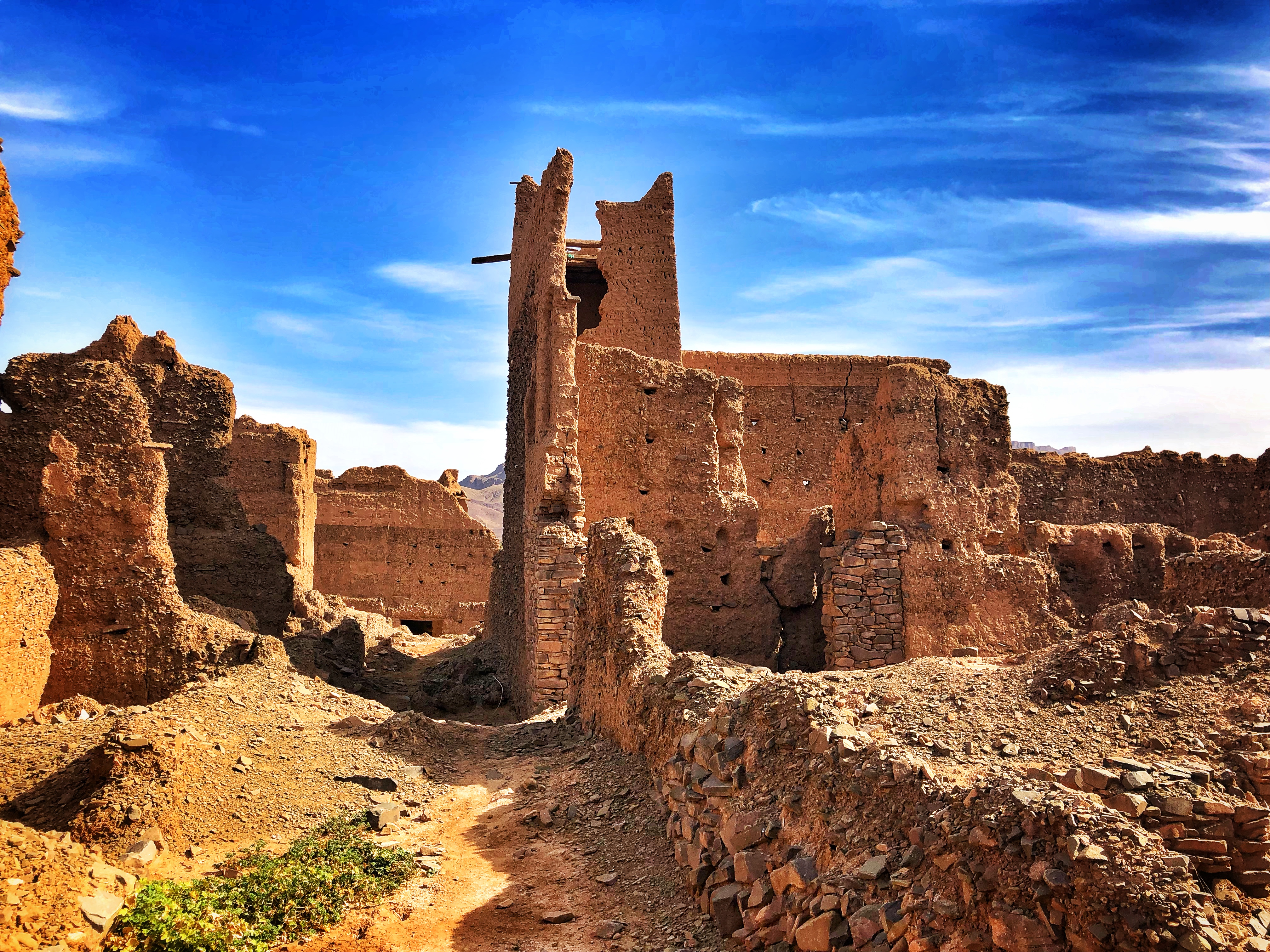
Ksar Awriz

Le Ksar Awriz est un village fortifié dans la province de Zagora, région de Draa-Tafilalet au sud-est du Maroc.